# Tartesa ugiensis
Tartesa ugiensis is een vlinder uit de familie van de Lycaenidae. De wetenschappelijke naam van de soort is voor het eerst gepubliceerd in 1891 door Hamilton Herbert Druce.
De soort komt voor in de Solomonseilanden.